# Събрани заедно
„Събрани заедно“ (на английски: Drawn Together) е американски анимационен ситком, излъчван по Comedy Central на 27 октомври 2004 г. до 14 ноември 2007 г. Създатели на сериала са Дейв Джесър и Мат Силвърщайн. Той е първият анимационен сериал, използван в риалити.
Осемте герои на шоуто са комбинация от личности, които са разпознаваеми и познати преди сериала. Различно, обаче, „Събрани заедно“ използват карикатури на установени анимационни герои и акции. В допълнение, характерът им характеризира персонални типове пародия, които обикновено се наблюдават в реалити предаванията.
След три сезона шоуто е спряно. Впоследствие е пуснат пълнометражния филм – „Събрани заедно: Филмът“, който излиза през 2010 г., директно на видео.

## Епизоди

### Първи сезон (2004)
| Номер      | Заглавие на епизода                                                          | Първо излъчване в САЩ |
| ---------- | ---------------------------------------------------------------------------- | --------------------- |
| 1 (1 – 01) | Гореща вана (Hot Tub)                                                        | 27 октомври 2004 г.   |
| 2 (1 – 02) | Мръсната малка тайна на Клара (Clara's Dirty Little Secret)                  | 3 ноември 2004 г.     |
| 3 (1 – 03) | Гейско тряскане (Gay Bash)                                                   | 10 ноември 2004 г.    |
| 4 (1 – 04) | Реквием за едно риалити шоу (Requiem for a Reality Show)                     | 17 ноември 2004 г.    |
| 5 (1 – 05) | Другата братовчедка (Clara's Other Cousin)                                   | 1 декември 2004 г.    |
| 6 (1 – 06) | Мръсна шега №2 (Dirty Pranking №2)                                           | 8 декември 2004 г.    |
| 7 (1 – 07) | Единственото, в което има голям обрат (The One Wherein There Is a Big Twist) | 15 декември 2004 г.   |

### Втори сезон (2005 – 2006)
| Номер       | Заглавие на епизода                                                                               | Първо излъчване в САЩ |
| ----------- | ------------------------------------------------------------------------------------------------- | --------------------- |
| 8 (2 – 01)  | Единственото, в което има голям обрат, втора част (The One Wherein There Is a Big Twist, Part II) | 19 октомври 2005 г.   |
| 9 (2 – 02)  | Фокси срещу борда на образованието (Foxxy vs. the Board of Education)                             | 26 октомври 2005 г.   |
| 10 (2 – 03) | Малкият сирак герой (Little Orphan Hero)                                                          | 2 ноември 2005 г.     |
| 11 (2 – 04) | Сватбеният пакт на капитан Герой (Captain Hero's Marriage Pact)                                   | 9 ноември 2005 г.     |
| 12 (2 – 05) | Тлъсти бебета (Clum Babies)                                                                       | 16 ноември 2005 г.    |
| 13 (2 – 06) | Гостоприемници в монетния автомат (Ghostesses in the Slot Machine)                                | 30 ноември 2005 г.    |
| 14 (2 – 07) | Супербавачката (Super Nanny)                                                                      | 7 декември 2005 г.    |
| 15 (2 – 08) | Условия за уважение (Terms of Endearment)                                                         | 25 януари 2006 г.     |
| 16 (2 – 09) | Капитан Момиче (Captain Hero)                                                                     | 1 февруари 2006 г.    |
| 17 (2 – 10) | История за две крави (A Tale of Two Cows)                                                         | 8 февруари 2006 г.    |
| 18 (2 – 11) | Ксандър и Тим седят на едно дърво (Xandir and Tim, Sitting in a Tree)                             | 15 февруари 2006 г.   |
| 19 (2 – 12) | Походка за лимоновия спин (The Lemon-AIDS Walk)                                                   | 22 февруари 2006 г.   |
| 20 (2 – 13) | Тайните в килера (A Very Special Drawn Together Afterschool Special)                              | 1 март 2006 г.        |
| 21 (2 – 14) | Алцхаймер свършва добре (Alzheimer's That Ends Well)                                              | 8 март 2006 г.        |
| 22 (2 – 15) | Клип шоу от „Събрани заедно“ (The Drawn Together Clip Show)                                       | 15 март 2006 г.       |

### Трети сезон (2006 – 2007)
| Номер       | Заглавие на епизода | Първо излъчване в САЩ |
| ----------- | --- | --------------------- |
| 23 (3 – 01) | Обсобняци и гърци (Freaks & Greeks) | 5 октомври 2006 г.    |
| 24 (3 – 02) | Не-традиционната прогресивна мултикултурна кръгла маса на Улдор Сокбат (Wooldoor Sockbat's Giggle-Wiggle Funny Tickle Non-Traditional Progressive Multicultural Roundtable!) | 12 октомври 2006 г.   |
| 25 (3 – 03) | Фокси спилува (Spelling Applebee's) | 19 октомври 2006 г.   |
| 26 (3 – 04) | Невъзможно да се тренира (Unrestrainable Trainable) | 26 октомври 2006 г.   |
| 27 (3 – 05) | N.R.A.Y RAY | 1 ноември 2006 г.     |
| 28 (3 – 06) | Капитан Герой и готините хлапета (Mexican't Buy Me Love/Captain Hero and the Cool Kids)                                                                                      | 8 ноември 2006 г.     |
| 29 (3 – 07) | Загубено в парково пространство, първа част (Lost in Parking Space, Part One)                                                                                                | 15 ноември 2006 г.    |
| 30 (3 – 08) | Загубено в парково пространство, втора част (Lost in Parking Space, Part Two)                                                                                                | 4 октомври 2007 г.    |
| 31 (3 – 09) | Паяжината на Шарлот с лъжи (Charlotte's Web of Lies) | 11 октомври 2007 г.   |
| 32 (3 – 10) | Закускоубиец (Breakfast Food Killer) | 18 октомври 2007 г.   |
| 33 (3 – 11) | Събрани заедно като бебета (Drawn Together Babies) | 25 октомври 2007 г.   |
| 34 (3 – 12) | Пръстен от пръстен на зърната отива в приемната грижа (Nipple Ring-Ring Goes to Foster Care)                                                                                 | 1 ноември 2007 г.     |
| 35 (3 – 13) | Тут отива в Боливуд (Foxxy and the Gang Bang/Toot Goes Bollywood) | 8 ноември 2007 г.     |
| 36 (3 – 14) | Пародия на American Idol (American Idol Parody Clip Show) | 14 ноември 2007 г.    |